# Hôtel Meliá Paris La Défense

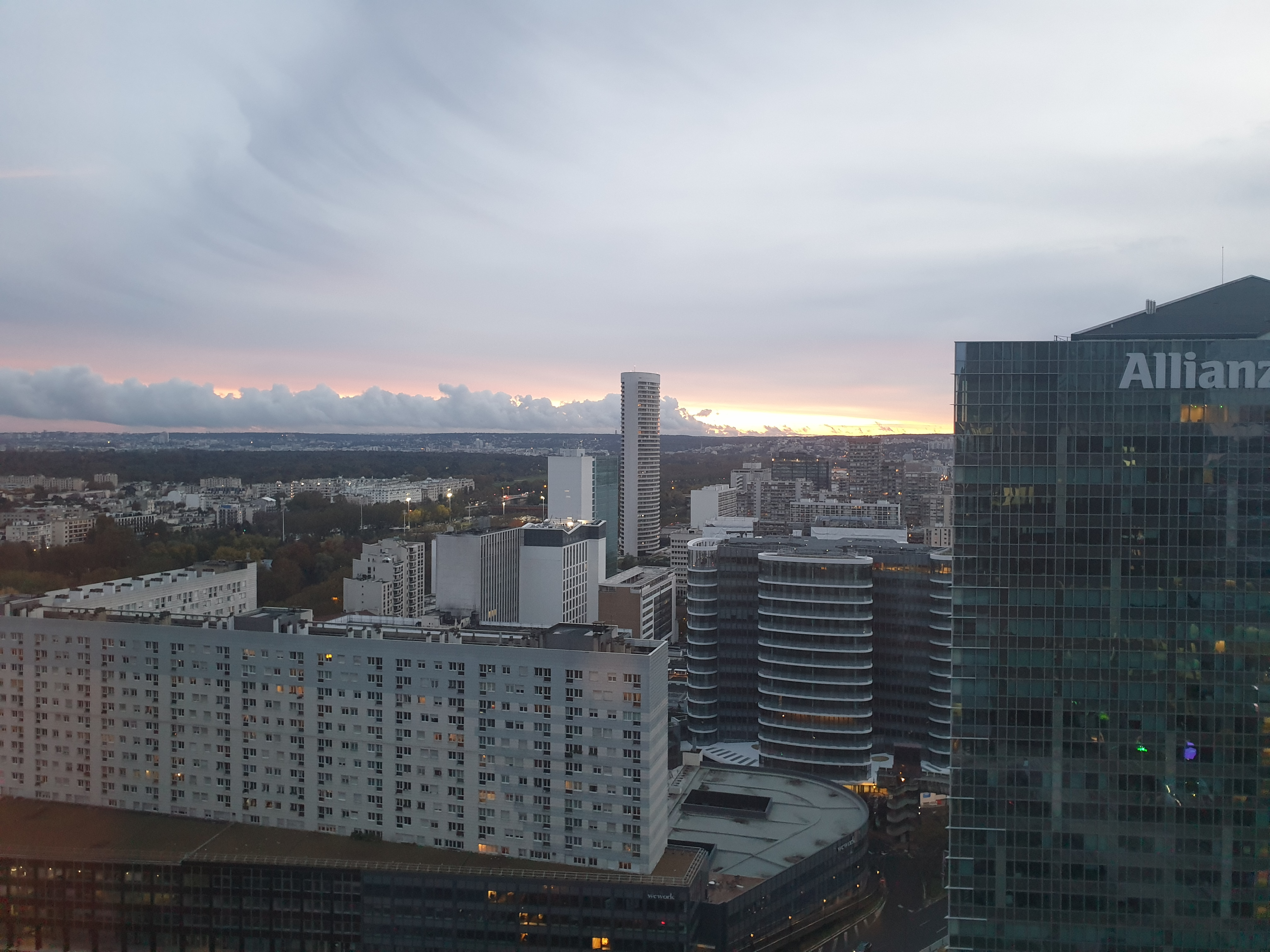
Vue depuis le Skyline Paris Lounge & Bar en haut de l'hotel en 2021.

L'Hôtel Meliá Paris La Défense est un gratte-ciel hôtelier situé dans le quartier d'affaires de La Défense près de Paris, en France (précisément à Courbevoie). Inaugurée le 16 février 2015, la tour mesure 82,70 mètres de haut.
Au 19ème étage se situe un bar ouvert au public avec une vue panoramique sur La Défense et Paris.